# Laceno d'oro
Il Laceno d'oro - Festival del cinema neorealistico è un festival cinematografico fondato nel 1959.

## Storia

Franco Citti e Valeria Rocca. Laceno d'oro '62

La rassegna cinematografica nacque alla fine degli anni 1950 dall'idea dei giovani intellettuali irpini Camillo Marino e Giacomo D'Onofrio, con l'intento di promuovere il fermento culturale intorno al nuovo cinema italiano figlio del boom economico e del neorealismo. La sede iniziale della manifestazione - Laceno - fu suggerita da Pier Paolo Pasolini, a cui quel paesaggio boschivo e incontaminato ricordava la cultura contadina e i paesaggi friuliani, luoghi della sua infanzia. Nella prima edizione Pier Paolo Pasolini, membro della giuria, ritirò il premio vinto da Michelangelo Antonioni con Il grido e da allora fu presente a tutte le prime edizioni.
Le prime edizioni del festival si svolsero nella località Laceno (monti dell'Irpinia), nel territorio comunale di Bagnoli Irpino. Dal 1966 il festival si spostò dal Laceno ad Avellino e in altri comuni della provincia.
Promosso sotto gli auspici della rivista cinematografica Cinemasud, il premio si tenne ininterrotto sino al 1988 con ventotto edizioni, sospeso soltanto in occasione del terremoto dell'Irpinia del 1980. La rassegna divenne Festival nel 1975.
Tra i vari presidenti della giuria che si sono avvicendati negli anni, oltre a Marino, Domenico Rea, Carlo Lizzani, Tinto Brass, Cesare Zavattini.
Nel 2001, a due anni dalla scomparsa di Camillo Marino, fu istituito il Premio Camillo Marino - Laceno d'oro che dal 2007, in accordo con gli eredi dei fondatori, si trasformò nel nuovo Laceno d'Oro. Accanto al Premio Camillo Marino assegnato alla carriera, dal 2008 viene attribuito anche il Premio Giacomo d'Onofrio al migliore artista emergente.

## I premi

### Laceno d'oro per il miglior regista
- 1959: Michelangelo Antonioni per Il grido, ritirato da Pier Paolo Pasolini
- 1960: Leopoldo Trieste
- 1961: Gillo Pontecorvo per Kapò
- 1962: Alfredo Giannetti per Giorno per giorno disperatamente
- 1963: Nanni Loy per Le quattro giornate di Napoli
- 1964: Mario Monicelli per I compagni
- 1965: Carlo Lizzani per Il processo di Verona
- 1972: Massimo Antonelli per Tema di Marco (Frammenti d'Amore)
- 1974: Predrag Golubovic
- 1975: Alberto Lattuada
- 1976: Carlo Lizzani per San Babila ore 20: un delitto inutile
- 1977: Aldo Florio per Una vita venduta e Silvano Agosti per Matti da slegare
- 1985: Luigi Faccini per Inganni

### Laceno d'oro per il miglior attore
- 1966: Saro Urzì
- 1974: Bekim Fehmiu per Il gioco della verità
- 1975: Luigi Proietti
- 1977: Gerardo Amato
- 1985: Bruno Zanin per Inganni

### Laceno d'oro per la migliore attrice
- 1961: Valeria Moriconi
- 1964:Scilla Gabel
- 1975: Rada Rassimov
- 1976: Claudia Cardinale
- 1977: Adriana Asti
- 1979: Brigitte Fossey
- 1985: Serena Grandi per Miranda
- 1988: Anna Bonaiuto per Donna d'ombra

### Laceno d'oro per l'attore giovane
- 1963: Lando Buzzanca
- 1975: Stefano Satta Flores, Michele Placido
- 1982: Marzio Honorato per Core mio di Stefano Calanchi
- 1984: Luca Barbareschi
- 1985: Mattia Sbragia
- 1988: Massimo Dapporto

### Laceno d'oro per l'attrice giovane
- 1963: Laura De Marchi per La donnaccia
- 1972: Mara Venier per Il diario di un italiano
- 1984: Barbara De Rossi
- 1988: Almerica Schiavo per L'uscita

### Laceno d'oro per il produttore
- 1960: Dino De Laurentiis
- 1961: Alessandro Iacovoni
- 1968: Gian Vittorio Baldi
- 1971: Silvio Clementelli
- 1974: Mario Cecchi Gori, Jves Gasser (Svizzera)
- 1975: Gianni Ricci per Don Milani: un prete scomodo
- 1985: Marina Piperno

### Laceno d'oro per i migliori registi stranieri
- 1977: Jan Lasko, Vatroslav Mimica, Lula Mikkelsen

### Targa d'oro
- 1968: Vatroslav Mimica
- 1971: Dominique Boschero, Lou Castel
- 1972: Alida Valli
- 1974: Velimir Bata Zivojinovic
- 1976: Serghej Mikaelian per Il premio, Riccardo Cucciolla, Vittorio Schiraldi per Lettere dal fronte, Lina Wertmüller e targa d'oro speciale a Sergio Nasca
- 1978: Pasquale Squitieri, Nicola Babic, Leonida Ossika
- 1979: Edith Bruck per Improvviso, Mara Venier e Francesco De Federico per Un'emozione in più, Luc Merenda, Florestano Vancini
- 1981: Giuseppe Ferrara per Panagulis zei, Ida Di Benedetto, Saverio Marconi, Luigi Borghese per Razza selvaggia, Pupella Maggio (motivazione: per una vita dedicata al cinema), Giuseppe De Santis
- 1982: Lina Wertmüller, Pasquale Festa Campanile, Cinzia TH Torrini e Piera Degli Espostie Renzo Montagnani per Gioco d'azzardo, Anton Ribas per La città bruciata, Silvano Agosti
- 1983: Stefania Sandrelli per La Chiave, Pupi Avati, Carlo Delle Piane, Giovanni Bertolucci, Luciano Secchi, Giuseppe Fava
- 1984: Marcello Mastroianni, Giuliana De Sio, Nanni Loy, Enzo Porcelli, Ettore Scola,
- 1985: Tinto Brass, Giancarlo Giannini, Peter Kaiscev, Elem Klimov, Vadym Abdrašytov
- 1986: Margherita Lozano, Amasi Damiani, Lea Massari, Leopoldo Trieste, Mauro Berardi.
- 1987: Antonio Avati, Alessandro Haber, Enrica Maria Modugno, Silvano Agosti, Francesco Calogero
- 1988: Giancarlo Giannini, Marco Leto

### Targa d'oro speciale
- 1976: Pietro Naca

### Targa d'argento
- 1976: Karel Steklý, Peter Bacso, Milena Dravić, Serghei Soloviov
- 1984: Franco Angrisano, Giacinto Bonacquisti, Gianfranco Bullo, Daniele Segre, Silvio Soldini, Jamusz Petelski, Pawel Pitera
- 1985: Marianne Erdos, Josif Demian, Marta Bifano, Emanuela Torri

### Targa "Pietro Bianchi"
In memoria del critico cinematografico Pietro Bianchi
- 1977: Gianni Minello per Nel cerchio
- 1979: Giacinto Bonacquisti per L'albero della maldicenza
- 1981: Luigi Faccini per Nella città perduta di Sarzana
- 1982: Marcello Gatti
- 1983: Nuccio Ambrosino, Collettivo Itsos
- 1984: Piero Vida
- 1985: Luca Santini per L'esperienza amara
- 1986: Chantal Bergamo e Enzo Porcelli per Il sapore del grano
- 1988: Adriana Monti per Gentili signore

### Targa "Kim Arcalli"
In memoria dell'attore, sceneggiatore e montatore cinematografico Kim Arcalli
- 1978: Jean-Cristoff Bouvet
- 1979: Marcello Gatti per Ogro
- 1981: Gianni Minello per  L'amore e i giovani
- 1982: Stefano Calanchi
- 1983: Fiorenza Muller
- 1984: Massimo Mazzucco
- 1986: Gianni Da Campo per Il sapore del grano
- 1987: Piero Natoli
- 1988: Ennio Marzocchini per W Werde

### Targa Pasolini
In memoria del regista Pier Paolo Pasolini
- 1976: Tinto Brass
- 1978: Luigi Magni per  In nome del Papa Re
- 1979: Franco Brusati per l'opera omnia
- 1981: Sergio Citti
- 1982: Mario Monicelli
- 1983: Gianni Minello
- 1984: Vittorio Sindoni
- 1985: Damiano Damiani
- 1986: Giampaolo Bernagozzi per Dedicato a chi perdona e Gian Maria Volonté per Il caso Moro (Super Targa P.P. Pasolini)
- 1987: Leandro Castellani per Il coraggio di vivere
- 1988: Florestano Vancini

### Coppa "Pietro Germi"
In memoria del regista Pietro Germi
- 1986: Cinematografia cecoslovacca
- 1987: Paola Nazzaro
- 1988: Gianluca Fumagalii per A fior di pelle e Andrea Papini per Ponte sospeso

### Targa per l'opera prima
- 1984: Luciano Tovoli per L'armata ritorna
- 1985: Enrico Montesano per A me mi piace
- 1988: Paolo Benvenuti per Il bacio di Giuda

### Targa per il film d'avanguardia
- 1984: Maria Bosio
- 1985: Piero Vida per La vita di scorta
- 1988: Marco Tullio Giordana per Appuntamento a Liverpool.

### Premio "Giampaolo Bernagozzi"
In memoria del regista Giampaolo Bernagozzi, solo nelle due ultime edizioni.
- 1987: Anna Di Francisca
- 1988: Luigi Faccini e Giuseppe Ferrara

### Premio "Filippo Sacchi"
In memoria del critico cinematografico Filippo Sacchi
- 1984: Claudio Tanari
- 1985: Antonio Gesualdi per Le origini del cinema nel Veneto
- 1986: Enrico Giacovelli per La commedia all'italiana e Norma Andriani per Pirandello e il cinema.

### Coppa Regione Campania
- 1983: Reinaldo Zambiano
- 1985: Giuseppe Ferrara per P2 story e l'Italia dei misteri

### Premio per il film per ragazzi
- 1983: Aronne di Fabio Del Bravo.

### Premio Camillo Marino alla Carriera
- 2001: Ettore Scola
- 2002: Gillo Pontecorvo
- 2003: Antonietta De Lillo, Aurelio Grimaldi
- 2004: Vincenzo Marra
- 2005: Ken Loach
- 2006: Jean-Pierre e Luc Dardenne
- 2007: Marco Bellocchio
- 2008: Laurent Cantet
- 2009: Paolo e Vittorio Taviani
- 2016: Amir Naderi

### Premio Giacomo D'Onofrio
- 2009: Andrea D'Ambrosio
- 2010: Franco Arminio
- 2016: Miguel Gomes

### Premio Lidia Zarrella
- 2016: Oggi insieme, domani anche di Antonietta De Lillo

### Targa Laceno d’oro per i diritti civili
- 2016: El muro rosa di Enrique Del Pozo

### Menzione Speciale Deborah Romagnuolo
- 2016: Weight di Edoardo Montaccini

### Premio alla carriera "Laceno d'oro"
- 2018: Aleksey German jr

Premio alla carriera "Pier Paolo Pasolini"
- 2018: Stéphane Brizé